# Boros Gábor (irodalomtörténész)
Borosjenői Boros Gábor (Nagyenyed, 1855. december 18. – Erzsébetváros, 1913. június 1.) irodalomtörténész, gyorsírástörténész, műfordító. Elsőként ismertette az egyetemes és a magyar gyorsírástörténetet.

## Életpályája
Elemi- és középiskolai tanulmányokat szülővárosában végezett, 1974-ben érettségizett. A kolozsvári egyetemen, majd 1878-79-ben a berlini egyetemen folytatott felsőfokú tanulmányokat. 1882-től a nagyszebeni főgimnáziumban tanított, majd 1897-1902 közt a dési gimnáziumot igazgatta, 1902-től haláláig az erzsébetvárosi gimnáziumban tanított, közben magántanárrá habilitálták irodalom- és gyorsírástörténetből. A magyar irodalomnak, a gyorsírástörténetnek, sőt gimnáziumtörténeti tanulmányával az iskolatörténetnek is jeles művelője volt. Görög és római klasszikusokat (Euripidész, Marcus Tullius Cicero, Horatius Flaccus Quintus) fordított, fordításait magyarázó jegyzetekkel adta közre.
Szerkesztői és közéleti tevékenységet is folytatott, a Közérdek című nagyenyedi lapot (1881-82), majd 1888-ban a budapesti Tanulók Olvasó Tárát szerkesztette Jancsó Benedekkel. 1883-tól előadásokon állt ki a nagyszebeni magyarságért.

## Művei
- De arte oratoria Isocratia. Bpest, 1878.
- A parabasis Aristophanes vigjátékaiban. Uo. 1880. (Különny. az Egy. Philol. Közlönyből.)
- Horatius satirái. Uo. 1882.
- Szemelvények a görög lantos költészet remekeiből, bevezette és jegyz. kisérte. Uo. 1882. (Ism. Tanáregyl. Közl. XVI.)
- Ciceronak A Lic. Archias mellett mondott védő beszéde, ford. és magy. Pozsony, 1882. (Tanulók Könyvtára 10.)
- Horatius epistolái. Bpest, 1883.
- Ciceronak Ligarius és Marcellus mellett mondott beszédei Pozsony, 1883. (Tan. Könyvt. 14.)
- A magyar nemzeti irodalomtörténet vázlata. Bpest, 1883. (7. kiadás. Uo. 1890.)
- Caesar a gall háborúról Pozsony, 1883. (Tan. Kvtára.)
- Aesop meséi, angolból ford. Bpest, 1883. (2 kiadás. Uo. 1890.)
- Corn. Nepos, ford. és magyarázta. Pozsony, 1884-86. (Tan. K.)
- Platon: Kriton, Apologia és Euthyphron. Uo. 1884. (Tan. K. 24. 31. 36.)
- Utmutató a pályaválasztás könnyítésére Nagyszeben, 1889.
- Euripides. Győr, 1890. (Egyet. Könyvtár 31.)
- Lessing Laokoonja. Bpest, 1890.
- Horatius Flaccus satirái Uo. 1890. (Római Remekirók 30.)